# Emanuel Phillips Fox
Emanuel Phillips Fox (ur. 12 marca 1865 w Melbourne, zm. 8 października 1915 tamże) – australijski malarz, impresjonista.
Emanuel Phillips Fox urodził się 12 marca 1865 r. w domu pod numerem Victoria Parade 12 w dzielnicy Fitzroy w Melbourne w rodzinie prawników. Firma DLA Piper New Zealand, należąca do jego rodziców - Alexandra Foxa and Rosetty Phillips - w dalszym ciągu istnieje. W 1878 r. podjął studia w National Gallery of Victoria Art School, gdzie jego nauczycielem był George Folingsby. Jego kolegami ze szkolnej ławy byli wówczas m.in. John Longstaff, Frederick McCubbin, David Davies oraz Rupert Bunny.
W 1886 r. przeniósł się do Paryża, gdzie brał udział w zajęciach na  prywatnej szkole malarskiej Académie Julian. Tam też otrzymał pierwszą roczną nagrodę za projekt. Studiował także na École des Beaux-Arts (w latach 1887–1890). W tej szkole jego nauczycielami byli m.in. William-Adolphe Bouguereau i Jean-Léon Gérôme – zaliczani wówczas do najsłynniejszych artystów ówczesnych czasów. Tutaj również został uhonorowany pierwszą nagrodą – tym razem w dziedzinie malarstwa. Pozostawał wówczas pod silnym wpływem modnego w tamtych czasach plenerowego malarstwa impresjonistycznego. Wystawiał swoje obrazy w Salonie Paryskim w 1890 r. Rok później powrócił do Melbourne, gdzie włączył się w działalność drugiej fazy szkoły heidelberskiej – impresjonistycznego ruchu artystycznego, który rozwinął się w tym mieście podczas jego nieobecności. We wczesnych latach XX wieku malarz spędził ponad dziesięć lat w Europie, aby ostatecznie osiedlić się w Melbourne, gdzie zmarł.

## Fotogaleria

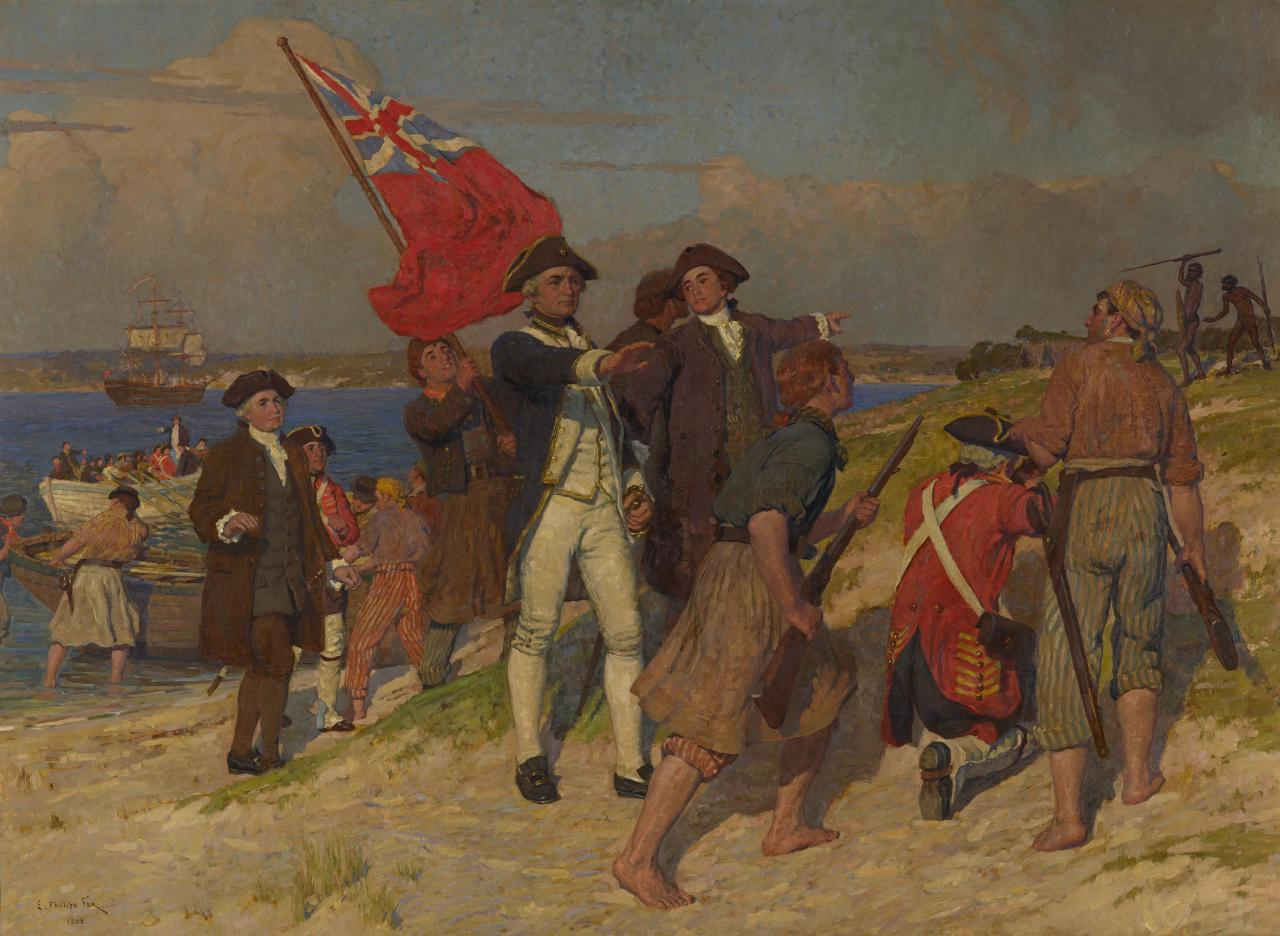
Lądowanie kapitana Cooka w Zatoce Botanicznej (1902)
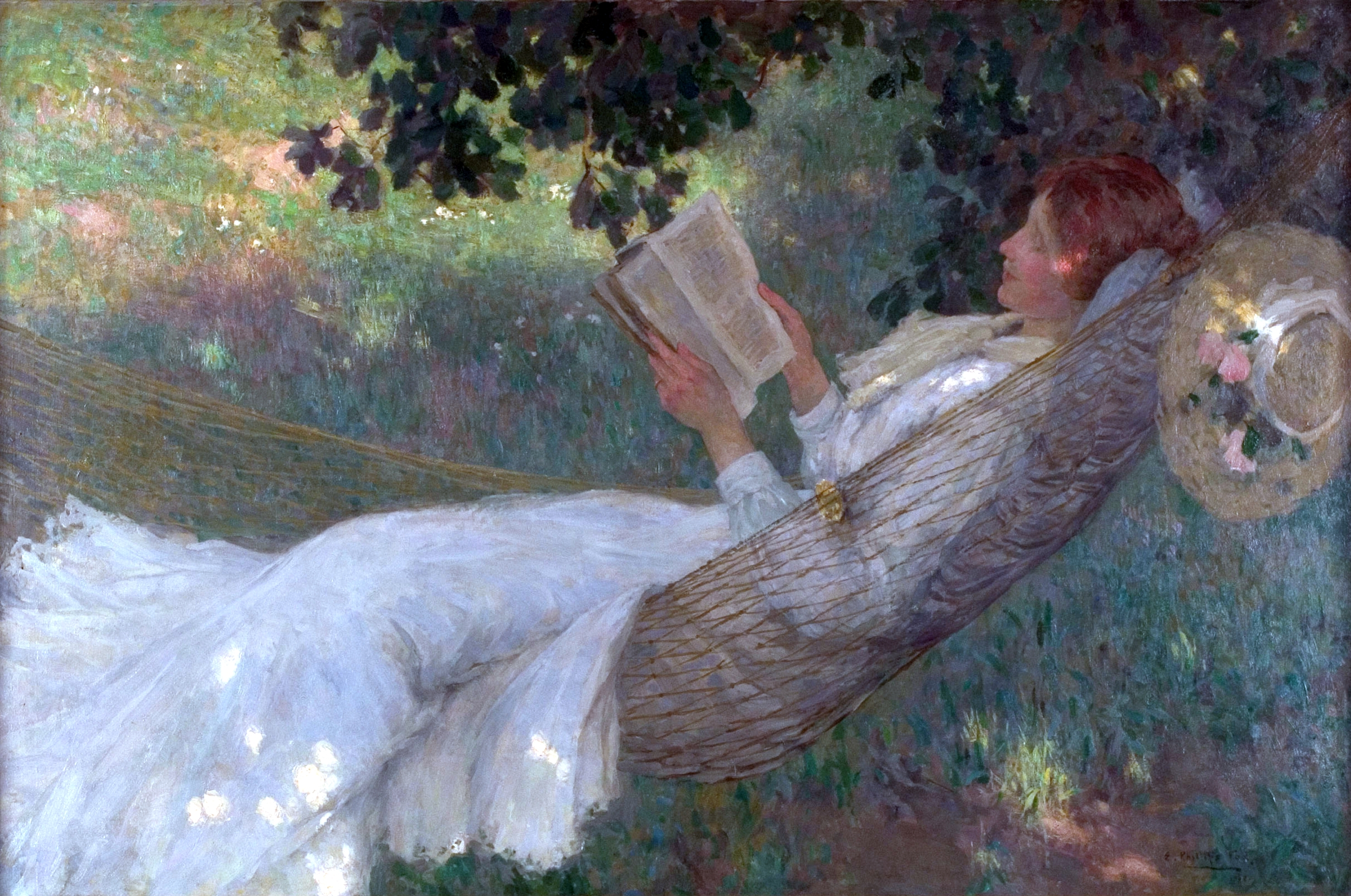
A Love Story (1903)
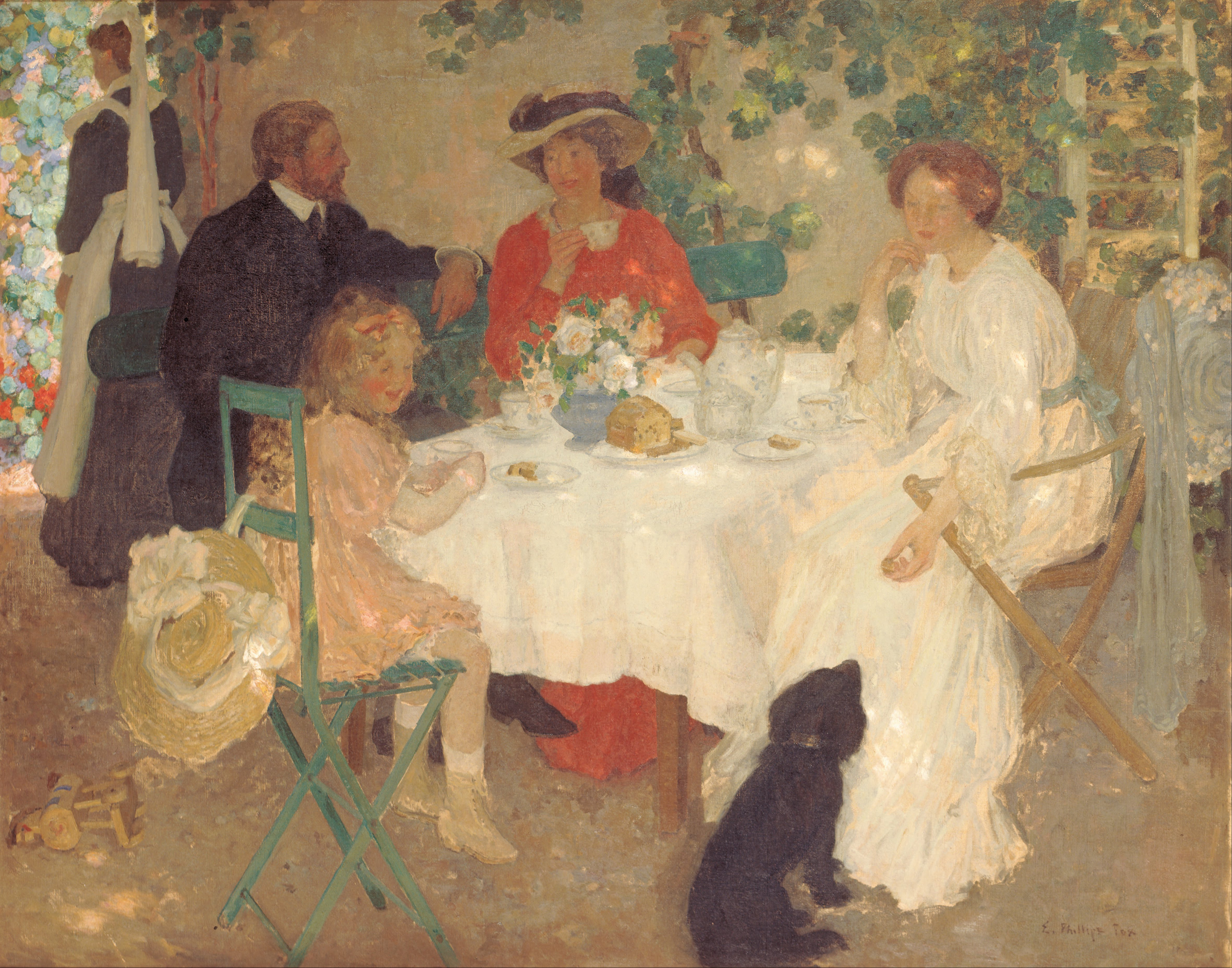
Al Fresco (1904)
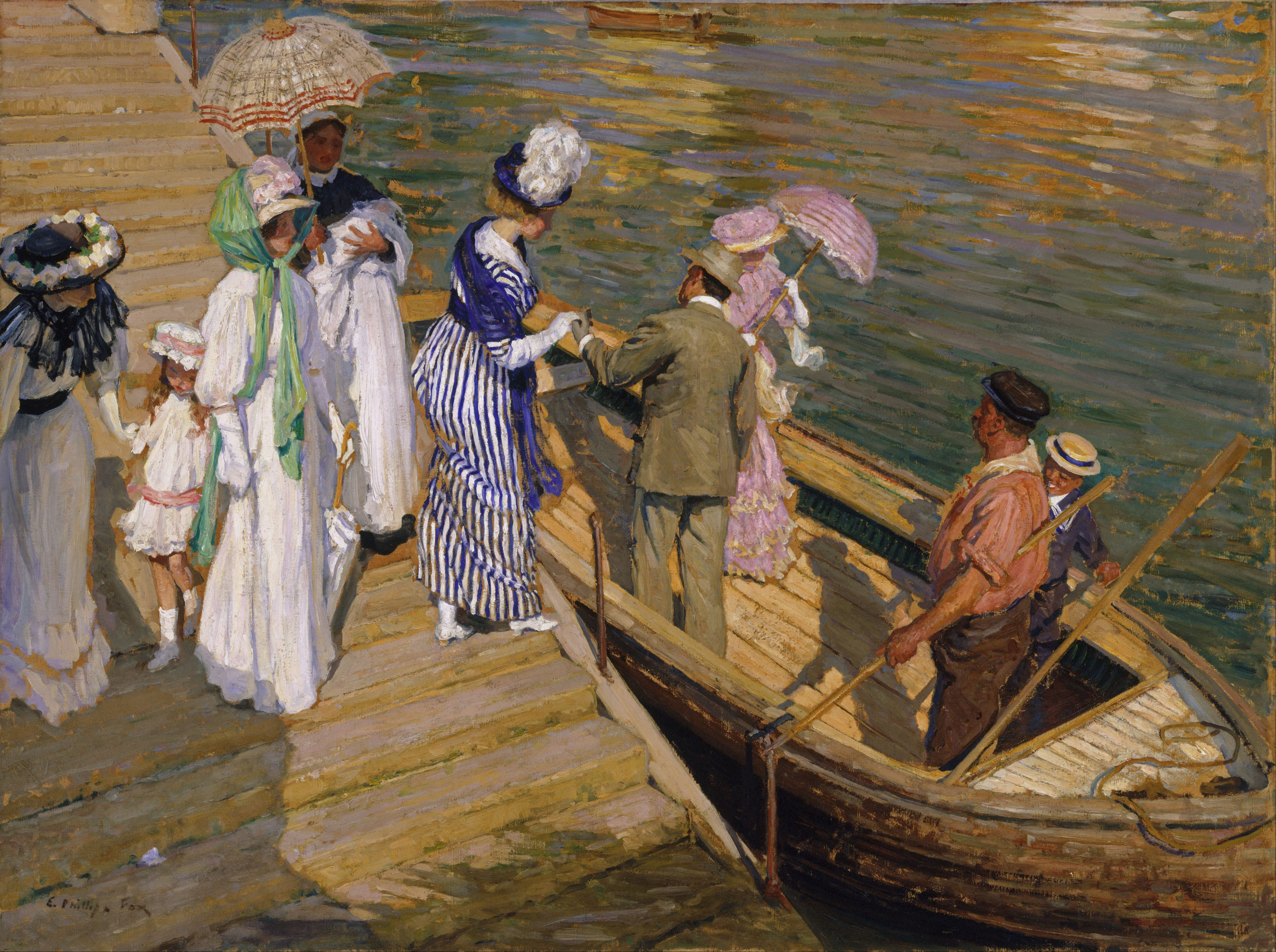
Prom (1911)
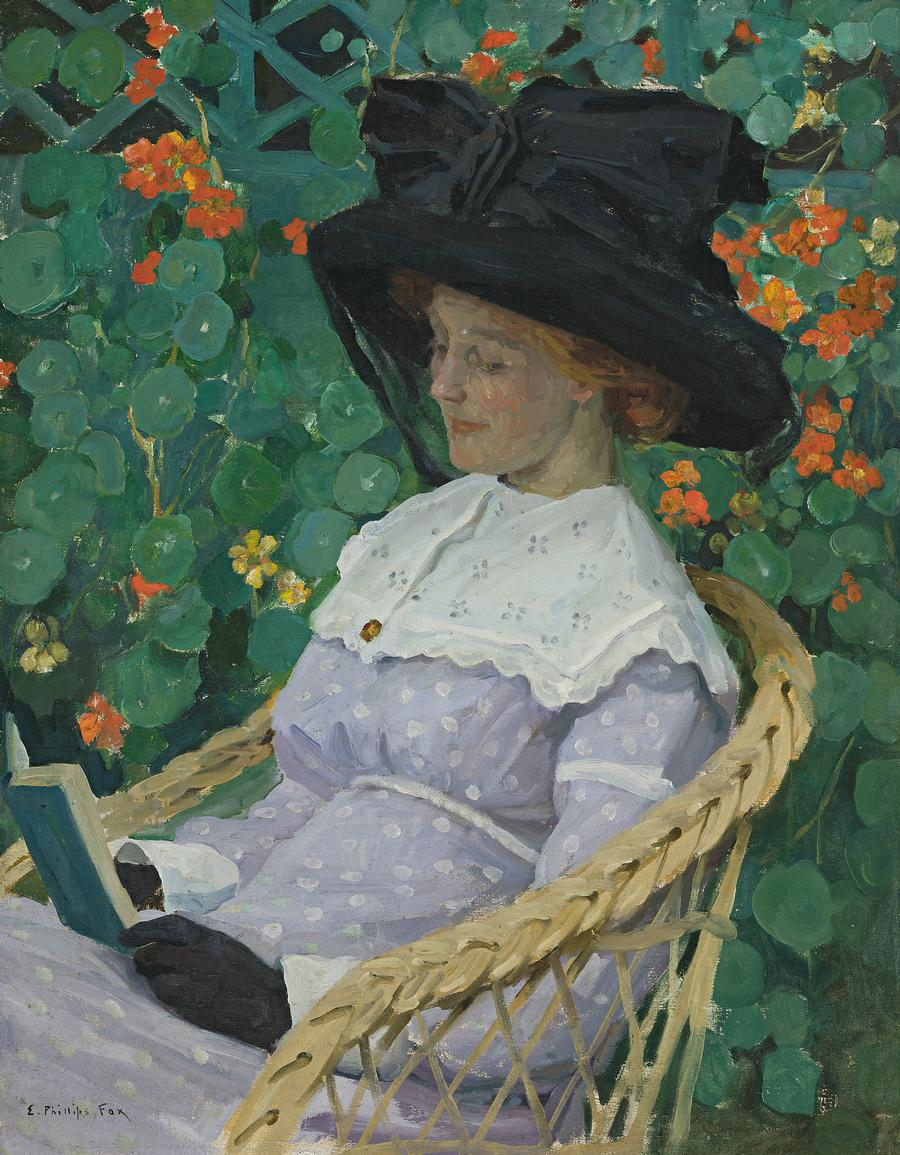
Nasturtiums, modelka – Edith Susan Gerard Anderson (1912)
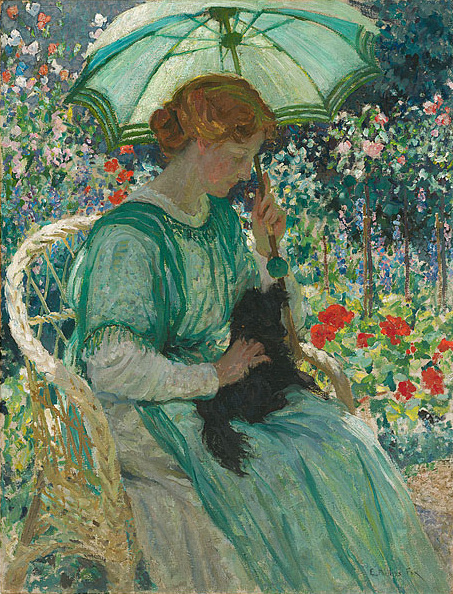
Zielony parasol, modelka – Edith Susan Gerard Anderson (1912)